# Bulbophyllum crepidiferum
Bulbophyllum crepidiferum är en orkidéart som beskrevs av Johannes Jacobus Smith. Bulbophyllum crepidiferum ingår i släktet Bulbophyllum och familjen orkidéer. Inga underarter finns listade i Catalogue of Life.